# Іст-Оросі (Каліфорнія)
Іст-Оросі (англ. East Orosi) — переписна місцевість (CDP) в США, в окрузі Туларе штату Каліфорнія. Населення — 423 особи (2020).

## Географія
Іст-Оросі розташований за координатами 36°32′53″ пн. ш. 119°15′35″ зх. д. / 36.54806° пн. ш. 119.25972° зх. д. (36.548069, -119.259853).  За даними Бюро перепису населення США в 2010 році переписна місцевість мала площу 0,64 км², уся площа — суходіл.

## Демографія
Згідно з переписом 2010 року, у переписній місцевості мешкало 495 осіб у 112 домогосподарствах у складі 93 родин. Густота населення становила 771 особа/км².  Було 116 помешкань (181/км²).
Расовий склад населення:
| - 42,2 % — білих - 1,0 % — корінних американців - 0,4 % — азіатів - 0,2 % — вихідців з тихоокеанських островів - 52,7 % — осіб інших рас |

До двох чи більше рас належало 3,4 %. Частка іспаномовних становила 94,1 % від усіх жителів.
За віковим діапазоном населення розподілялося таким чином: 36,6 % — особи молодші 18 років, 57,1 % — особи у віці 18—64 років, 6,3 % — особи у віці 65 років та старші. Медіана віку мешканця становила 24,2 року. На 100 осіб жіночої статі у переписній місцевості припадало 126,0 чоловіків;  на 100 жінок у віці від 18 років та старших — 130,9 чоловіків також старших 18 років.
Середній дохід на одне домашнє господарство  становив 41 728 доларів США (медіана — 34 896), а середній дохід на одну сім'ю — 41 979 доларів (медіана — 33 125). За межею бідності перебувало 61,4 % осіб, у тому числі 55,8 % дітей у віці до 18 років та 45,5 % осіб у віці 65 років та старших.
Цивільне працевлаштоване населення становило 224 особи. Основні галузі зайнятості: сільське господарство, лісництво, риболовля — 46,0 %, освіта, охорона здоров'я та соціальна допомога — 9,8 %, будівництво — 9,8 %.